# Юрій Тис
Ю́рій Тис (справжнє прізвище Крохмалю́к Юрій Андрійович) (27 жовтня 1904, Краків, Польща — 1 січня 1994) — український письменник, журналіст, видавець, військовий історик. За фахом інженер. Псевдоніми — Юрій Орест, справжнє прізвище — Крохмалюк.

## Життєпис
Закінчив Вищу технічну школу у Відні (1928). Працював інженером в Галичині. Був старшиною штабу 1-ї УД УНА. На еміграції в Німеччині, Аргентині (з 1947 р.) і в США (з 1962 р.).
Співзасновник Спілки українських науковців, митців і літераторів у Буенос-Айресі. Член Спілки українських інженерів в Аргентині.
Голова Інституту української культури і редактор (від 1962) його журналу «Терем». Був також головним редактором журналу «Ukrania Libre» і співредактором «Вісті Комбатанта».

## Твори
Автор повістей «Під Львовом плуг відпочиває» (1937), гумористичної повісті «Щоденник національного героя Селепка Лавочки» (1944), повістей «Життя іншої людини» (1958), «Звідун з Чигирина» і «На світанку» (1961), фантастичної повісті «К-7» (1964), збірки оповідань «Симфонія землі» (1951), драми «Не плач, Рахіле» (1952); історичних праць «Бої Хмельницького» (1954), «La Batalla de Poltava» (1960), «Guerra y Libertad» (1961), «UPA Warfare in Ukraine» (1972); статей в українській, іспанській та англомовній пресі.

### Художні твори
Романи:
- «Рейд у невідоме» (1955)
- «Шляхами віків» (1951)
- «Маркіза: історичні оповідання» (1954)
- «Під Львовом плуг відпочивав» (1937)
- «Щоденник національного героя Селепка Лавочки» (1953)[4]
- «Життя іншої людини» (1958)
- «Звідун з Чигирина» (1961)
- «На світанку. Біографічна повість з життя Марка Вовчка» (1961)
- Фантастична повість «К-7» (1964)
- Збірка оповідань «Симфонія землі» (1951)
- Історичне оповідання «Конотоп» (1959)
- Драма «Не плач, Рахіле» (1952)
- «Казка про лицаря Добриню та його сестричку Забаву» (1970)

### Історичні праці
- «Бої Хмельницького» (1954)
- «La Batalla de Poltava» (1960)
- «Guerra y Libertad» (1961)
- «UPA Warfare in Ukraine» (1972);
- статті в українській, іспанській й англомовній пресі.

### Гумор
- «Щоденник національного героя Селепка Лавочки» (1954).

### Окремі видання
- Тис-Крохмалюк Ю. Братства колишніх вояків 1-ї Української дивізії УНА. — Мюнхен, 1954. — 186 с.
- Тис Ю. Вибрані казки. — Гемтремк : Асоціяція діячів української культури, 1971. — 68 с.
- Тис Ю. Конотоп. Історична повість. — К.: Ярославів Вал, 2005. — 204 с.
- Тис Ю. Маркіза. Оповідання. — Вінніпег, 1954. — 127 с.
- Тис Ю. На світанку. Біографічна повість із життя Марка Вовчка. — Чикаго: Вид-во М. Денисюка,1961. — 404 с.
- Тис Ю. Останній лицар (уривок) // Слово. Збірник 2. — Нью-Йорк, 1964. — С. 35—48.
- Тис Ю. Шляхами віків: Оповідання. — Вінніпег, 1951. — 127 с.
- Тис Ю. Не плач, Рахіле // Близнята ще зустрінуться: Антологія драматургії української діаспори / Упоряд., вст. ст. Л. Залеської Онишкевич. — Київ — Львів: Час,1997. — С. 521—538.